# Abraham Raimbach
Abraham Raimbach por David Wilkie. Óleo sobre tela, 1818. National Portrait Gallery, Londres
Abraham Raimbach (Londres, 16 de fevereiro de 1776 — Greenwich, 17 de janeiro de 1843), foi um gravurista inglês de ascendência suíça.

## Juventude e carreira
Raimbach nasceu em Cecil Court, no West End de Londres. Seu pai, Peter Raimbach, era um nativo da Suíça, que veio quando criança para a Inglaterra, e casou com Martha Butler, filha de um fazendeiro de Warwickshire. O filho foi educado na Library School do arcebispo Tenison, e em 1789 trabalhou como aprendiz do gravurista John Hall; no ano seguinte, executou seu primeiro trabalho independente, a legenda para a gravura de Francesco Bartolozzi de The Death of the Earl of Chatham baseada na pintura de John Singleton Copley.
Ao término de seu contrato de aprendiz, Raimbach se matriculou nas escolas da Academia Real, e em 1799 ganhou uma medalha de prata por um desenho de modelo vivo. Continuou seus estudos na academia por nove anos, conseguindo se manter durante esse tempo graças à venda de pequenas gravuras para as edições de Cooke dos poetas e romancistas, de desenhos de Richard Corbould, Thurston, e outros; ele também por um tempo pintou retratos em miniatura, e exibiu retratos na Academia de 1797 a 1805.
Em 1801 Raimbach fez três gravuras, a partir de desenhos de Robert Smirke, para a edição do reverendo Edward Forster de As Mil e uma Noites. Com o dinheiro que ganhou, no ano seguinte visitou Paris, e permaneceu dois meses, estudando a coleção de obras de arte ali reunidas por Napoleão. Após seu retorno, gravou as ilustrações desenhadas por Smirke, para uma edição de Samuel Johnson, de The History of Rasselas, Prince of Abissinia, de 1805, e fez trabalhos muito semelhantes para Sharpe, Longman, e outros editores; para The British Gallery of Engravings de Edward Forster ele executou várias gravuras, inclusive a Ugolino and his Sons, de Joshua Reynolds. Em 1805 Raimbach se casou e foi residir na Warren Street, Fitzroy Square, onde permaneceu até 1831; ele então se mudou para Greenwich.

## Gravuras de Wilkie

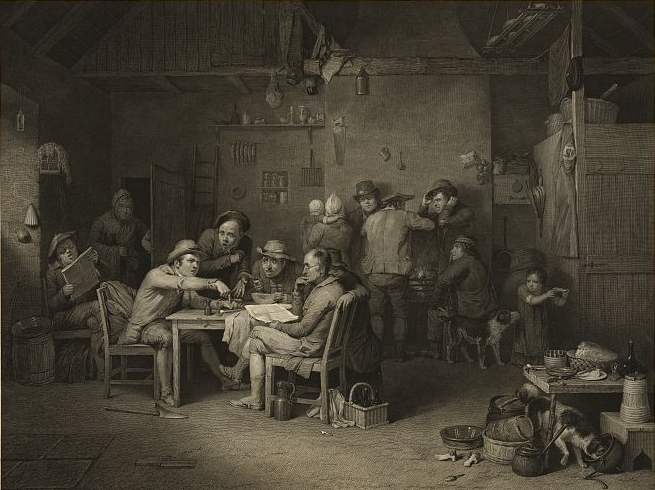
The Village Politicians por Abraham Raimbach da pintura de David Wilkie

Em 1812, David Wilkie, que havia brigado com o seu primeiro gravurista, John Burnet, propôs para Raimbach que eles trabalhassem juntos na produção e publicação de uma série de gravuras feitas por Raimbach a partir de quadros de Wilkie, e o esquema foi organizado em condições muito favoráveis para Raimbach. O primeiro resultado desta “sociedade” foi The Village Politicians, publicado em 1814, exibido no Salão de Paris e premiado com uma medalha de ouro; este foi seguido por The Rent Day, 1817; The Cut Finger, 1819; Blind Man's Buff, 1822; The Errand Boy, 1825, e Distraining for Rent, 1828.
Estas cópias de Wilkie, sobre as quais a fama de Raimbach principalmente repousa, são excelentes traduções das pinturas originais, o modo de execução, embora um tanto grosseiro e deficiente em liberdade, sendo bem adequado para os temas; elas são inteiramente obras de sua própria mão, sem o emprego de assistentes. Os dois primeiros são os mais populares; o último, devido à natureza comovente do tema, revelou-se um fracasso comparativo.
Raimbach posteriormente fez duas outras gravuras baseadas em Wilkie, The Parish Beadle, de 1834, e The Spanish Mother, 1836. Em 1824 e 1825 Raimbach fez mais visitas a Paris, onde foi bem recebido pelos principais gravuristas franceses; em 1835 foi eleito membro correspondente do Instituto de França. Após a morte de Wilkie em 1841, as seis gravuras de propriedade dele em conjunto com Raimbach foram vendidas para a Christie's.

## Morte
Raimbach morreu em sua casa em Greenwich, em 17 de janeiro de 1843, e sepultado junto a seus pais em Hendon, Middlesex, onde há uma placa comemorativa em sua memória na igreja de Santa Maria. Suas Memoirs and Recollections, escrita em 1836, foram impressas para circulação privada em 1843 por seu filho, Michael Thomson Scott Raimbach, que na sua morte, em 1887, legou à National Portrait Gallery um retrato de seu pai, pintado por Wilkie. O outro filho, David Wilkie, afilhado do pintor, exibiu retratos na Academia de 1843 a 1855; ele foi por vinte anos diretor da escola de arte de Birmingham, e, até algumas semanas antes de sua morte, examinador para o departamento de ciência e arte. Ele morreu em 20 de fevereiro de 1895, com a idade de 74 anos. Uma filha exibiu pinturas em miniaturas na Academia entre 1835 e 1855.